# Sinaloa (Baja California)
El Sinaloa o Ejido Sinaloa, es una poblado mexicano del valle de Mexicali, en el municipio de Mexicali, Baja California. Según datos del INEGI, se encuentra localizado en las coordenadas 32°32'53 de latitud norte y 115°16'12 de longitud oeste y contaba con 2,505 habitantes en el año 2010.
La localidad del ejido Sinaloa es la segunda en importancia dentro de la delegación municipal: Cerro Prieto, después de la cabecera delegacional que es Michoacán de Ocampo. A principios del siglo XX existía en la zona norte del valle de Mexicali un ferrocarril de carga y pasajeros llamado ferrocarril Inter-Californias, también denominado "tren pachuco", y anexo al poblado del ejido Sinaloa había una estación denominada: Kasey.
El poblado se encuentra conectado con el resto del municipio principalmente por la carretera federal No. 2, que delimita el extremo norte del poblado y lo cruza de este a oeste, a pocos kilómetros de distancia al oeste se encuentra la mancha urbana de la ciudad de Mexicali y al este conduce al poblado del ejido Tamaulipas y al poblado Hechicera.

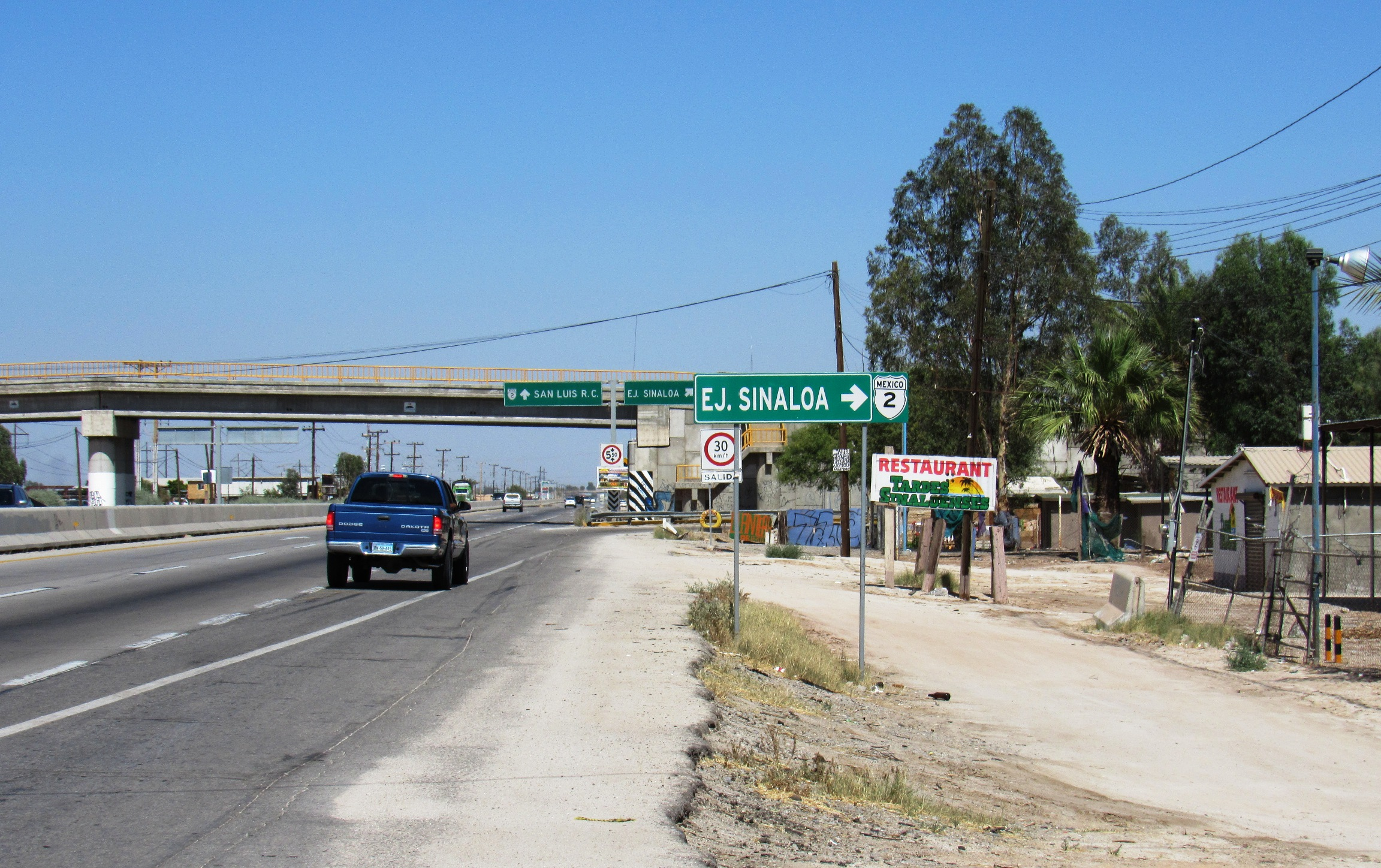
La Carretera Federal 2 a la altura del Sinaloa